# مسبار أعماق

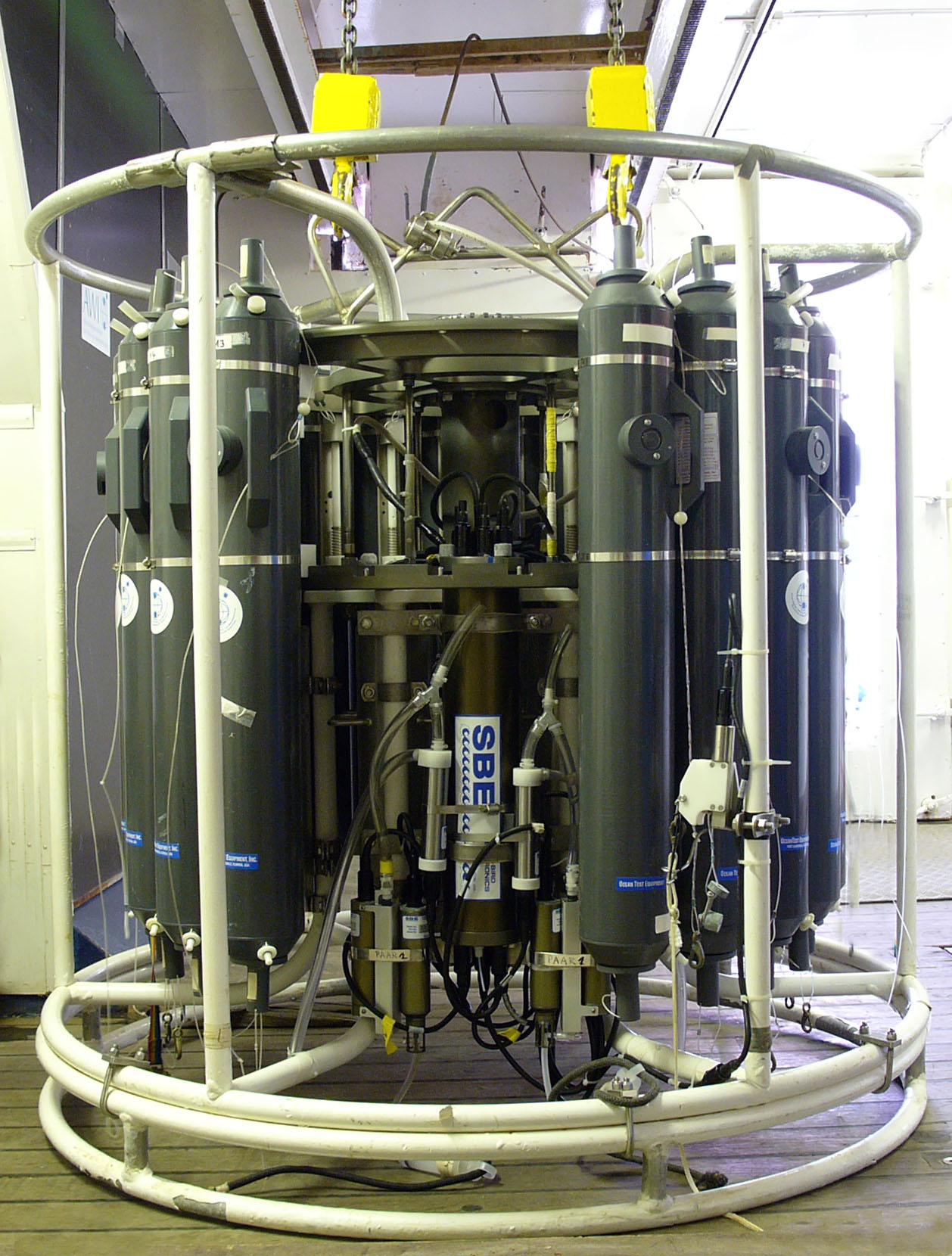
مسبار الأعماق CTD يتضمن وردة من زجاجات جمع العينات.

مسبار الأعماق هو مستشعر متعدد المعلمات يستخدم للحصول على صورة رأسية مستمرة للقياسات الأوقيانوغرافية.
يقيس مسبار الأعماق بشكل عام دائمًا:
- درجة الحرارة
- الضغط
- الملوحة

وبشكل عام الموصلية الكهربائية (ومن هنا ياتي اسمه "المختصر" باللغة الإنجليزية: مسبار CTD (Conductivity, Temperature, Depth) ، موصلية، درجة حرارة، عمق
اعتمادًا على الاحتياجات، يمكن تجهيز المسبار بأجهزة استشعار إضافية (العكورة، واليخضور، والأكسجين المذاب، وما إلى ذلك، وغالبا ما يتم تركيبه على جهاز أخذ عينات مياه البحر يسمى "الجهاز وردي الشكل"، وهو برميل يحمل زجاجات أخذ العينات يمكن التحكم في إغلاقها من السطح. يمكن استخدام العينات التي تم جمعها لمعايرة أجهزة استشعار الأعماق، بالمقارنة مع القياسات التي تم الحصول عليها في وقت أخذ العينات.